# Сент-Луис (футбольный клуб)
«Сент-Лу́ис» (англ. Saint Louis FC) — бывший американский профессиональный футбольный клуб из города Сент-Луис, штата Миссури. Выступал в Чемпионшипе ЮСЛ, второй по уровню футбольной лиге США.

## История
1 мая 2014 года было объявлено о приобретении франшизы лиги USL Pro для Сент-Луиса, которая начнёт выступление в 2015 году, детско-юношеской командой «Сент-Луис Скотт Галлахер». Также стало известно, что клуб будет проводить свои домашние матче на стадионе «Соккер Парк» вместимостью 5500 мест, расположенном в Фентоне, юго-западном пригороде Сент-Луиса. Главным тренером клуба был назначен Дейл Шилли, директор СЛСГ по юношеским программам развития в Иллинойсе.
2 июня 2014 года франшиза получила название — футбольный клуб «Сент-Луис».
13 января 2015 года клуб подписал первого игрока, им стал уроженец Сент-Луиса Майк Амберсли.
16 января 2015 года «Сент-Луис» заключил соглашение об аффилиации с клубом MLS «Чикаго Файр».
Свой дебютный матч «Сент-Луис» провёл 28 марта 2015 года против «Луисвилл Сити», потерпев поражение со счётом 0:2. Первую победу клуб добыл 2 апреля 2015 года в своём втором матче, обыграв со счётом 2:0 «Талсу Рафнекс». Автором первого гола в истории клуба стал ямайский нападающий Джереми Линч, отличившийся на 42-й минуте.
16 мая 2016 года «Сент-Луис» объявил о приобретении команды Премьер-лиги развития «Спрингфилд Синерджи» и переименовании её в «Сент-Луис U-23». 15 августа 2016 года Дейл Шилли был уволен, исполняющим обязанности главного тренера был назначен Тим Лионард. 12 октября 2016 года «Сент-Луис» представил Преки в качестве нового главного тренера.
15 февраля 2017 года «Сент-Луис» и «Чикаго Файр» объявили о прекращении двухлетнего сотрудничества, не перезаключив соглашение об аффилиации. 19 ноября 2017 года «Сент-Луис» расстался с Преки по взаимному согласию сторон. В сезоне 2017 клуб в Восточной конференции финишировал на 12-м месте, не сумев пробиться в постсезон. 20 ноября 2017 года главным тренером «Сент-Луиса» был назначен Энтони Пьюлис, ранее тренировавший «Орландо Сити B».
В сезоне 2018 «Сент-Луис» впервые в своей истории, за четыре года в USL, пробился в плей-офф, заняв в Западной конференции 8-е место, дававшее последнюю путёвку в игры на вылет, но выбыл в первом раунде, проиграв победителю конференции «Ориндж Каунти» со счётом 0:4.
В Открытом кубке США розыгрыша 2019 года «Сент-Луис», по пути выбив два клуба MLS — «Чикаго Файр» и «Цинциннати», добрался до четвертьфинала, где проиграл клубу высшей лиги «Атланта Юнайтед».
4 января 2020 года Энтони Пьюлис покинул клуб по взаимному согласию сторон ради работы в MLS, главным тренером был назначен Стив Триттшу. 25 августа 2020 года «Сент-Луис» объявил о прекращении своей деятельности по окончании сезона 2020 из-за финансовых последствий пандемии COVID-19. Свой заключительный сезон «Сент-Луис» завершил в полуфинале Восточной конференции плей-офф Чемпионшипа ЮСЛ, уступив «Луисвилл Сити» со счётом 0:2.

## Последний состав
| №  |                 | Поз. | Имя              | Год рождения |
| -- | --------------- | ---- | ---------------- | ------------ |
| 1  | Флаг США        | Вр   | Кайл Мортон      | 1994         |
| 2  | Флаг Канады     | Защ  | Пэрис Джи        | 1994         |
| 3  | Флаг ДР Конго   | Защ  | Фанюэль Кавита   | 1993         |
| 4  | Флаг США        | Защ  | Сэм Финк         | 1993         |
| 5  | Флаг Германии   | ПЗ   | Валь Фалль       | 1992         |
| 6  | Флаг Австрии    | Защ  | Даниэль Фишер    | 1997         |
| 7  | Флаг США        | ПЗ   | Тодд Уортон      | 1994         |
| 8  | Флаг Израиля    | ПЗ   | Гай Абенд        | 1993         |
| 9  | Флаг США        | ПЗ   | Расселл Сисерони | 1994         |
| 10 | Флаг Сенегала   | Нап  | Мур Самб         | 1994         |
| 11 | Флаг Сальвадора | ПЗ   | Хоакин Ривас     | 1992         |

| №  |             | Поз. | Имя                  | Год рождения |
| -- | ----------- | ---- | -------------------- | ------------ |
| 13 | Флаг США    | ПЗ   | Кадим Дейкрез        | 1991         |
| 14 | Флаг Англии | Нап  | Тайлер Блэквуд       | 1991         |
| 17 | Флаг Ганы   | ПЗ   | Оскар Умар           | 1993         |
| 18 | Флаг США    | Вр   | Джон Бернер          | 1991         |
| 21 | Флаг США    | Защ  | Тоби Адеволе         | 1995         |
| 22 | Флаг США    | Нап  | Кайл Крейг           | 1990         |
| 23 | Флаг Англии | Защ  | Ричард Брайан        | 1995         |
| 28 | Флаг Канады | Защ  | Жереми Ганьон-Лапаре | 1995         |
| 29 | Флаг США    | ПЗ   | Ники Властос         | 2000         |
| 31 | Флаг США    | ПЗ   | Кайл Гененбахер      | 2003         |

## Главные тренеры
- Дейл Шилли (1 мая 2014 — 15 августа 2016)
- Тим Лионард (15 августа — 12 октября 2016, и. о.)
- Преки (12 октября 2016 — 19 ноября 2017)
- Энтони Пьюлис (20 ноября 2017 — 4 января 2020)
- Стив Триттшу (4 января — 17 октября 2020)

## Статистика выступлений
| 2015 | 28 | 8  | 9  | 11 | 30 | 40 | −10 | 33 | 9-е, Восток   | не квалифицировался       | 4-й раунд     | Брайан Гол          | 6  |
| 2016 | 30 | 8  | 10 | 12 | 42 | 44 | −2  | 34 | 14-е, Запад   | не квалифицировался       | 3-й раунд     | Ирвин Эррера        | 14 |
| 2017 | 32 | 9  | 9  | 14 | 35 | 48 | −13 | 36 | 12-е, Восток  | не квалифицировался       | 4-й раунд     | Кристиан Волески    | 8  |
| 2018 | 34 | 14 | 11 | 9  | 44 | 38 | +6  | 53 | 8-е, Запад    | четвертьфинал конференции | 3-й раунд     | Кайл Крейг          | 13 |
| 2019 | 34 | 11 | 9  | 14 | 40 | 41 | −1  | 42 | 11-е, Восток  | не квалифицировался       | четвертьфинал | Кайл Крейг Сэм Финк | 7  |
| 2020 | 16 | 7  | 4  | 5  | 22 | 21 | +1  | 25 | 2-е, Группа E | полуфинал конференции     | отменён       | Тайлер Блэквуд      | 6  |